# إيفا إسبيغو
إيفا إسبيغو (بالإسبانية: Eva Espejo)‏ هي لاعبة كرة قدم مكسيكية، ولدت في 6 يناير 1986 في كواوتيموك.